# Eusebi de Nicomèdia
Eusebi de Nicomèdia (grec: Ευσέβιος ο Νικομηδείας)  (segle III - Constantinoble, 341) va ser bisbe de Nicomèdia al segle iv.

## Biografia
Va néixer cap a l'any 324 i estava emparentat per la seva mare amb l'emperador Julià l'Apòstata. Primer va ser bisbe de Beirut i després de Nicomèdia que era de fet la capital de l'imperi d'Orient, ja que Dioclecià hi havia establert la residència, fins que Constantí va fixar la capital a Constantinoble. Va ser amic i protector d'Ari o Arri i quan Alexandre, patriarca d'Alexandria el va excomunicar, va sortir en defensa seva. Va escriure també en defensa del bisbe herètic Paulí de Tir. Tant va defensar a Arri, que els arrians van ser coneguts de vegades com a eusebians. Al Concili de Nicea es va oposar al terme ὁμοούσιος ('omousios', consubstancial o igual) però sense èxit. El Concili va determinar que el Pare i el Fill eren consubstancials o iguals mentre que rebutjava el concepte de «creat» per referir-se al Fill. La posició contrària a Eusebi va triomfar i es va unir a les tesis d'Eusebi de Cesarea. Va refusar no obstant signar l'anatema del Concili contra Arri.
No va passar molt de temps quan Eusebi va reobrir la controvèrsia i finalment va ser destituït de la seva seu i desterrat a la Gàl·lia, però aviat, per obra de Flàvia Valèria Constància, la germana de l'emperador, que estava sota influència d'un prevere arrià, Eusebi va ser restaurat i va recuperar el favor de Constantí el Gran, fins al punt que li va administrar el baptisme poc abans de morir (Constantí va ser pagà fins al final de la seva vida).
Eusebi va treballar per l'arrianisme i va intentar (segons diu Teodoret) la destitució d'Eustaci bisbe d'Antioquia, subornant una dona que va llençar contra ell una falsa acusació de caràcter sexual; va procurar també la reposició d'Arri amenaçant a Alexandre bisbe de Constantinoble fins i tot amb la deposició, però la sobtada mort d'Arri va impedir la seva rehabilitació plena.
També Alexandre va morir poc després i Eusebi va ser elegit al seu lloc en contravenció de les normes establertes al Concili de Nicea. Va morir l'any 342. Filostorgi (Philostorgius) l'historiador arrià, diu que va fer miracles i el considera més un mestre que un deixeble d'Arri. Quan els arrians es van dividir entre houmousians i anomians es va al·legar per ambdues parts l'autoritat d'Eusebi.